# キンバリー・ブルックス
キンバリー・ブルックス（Kimberly Brooks, 1981年7月29日 - ）は、アメリカ合衆国出身の女優である。

## 出演作品
太字はメインキャラクター

### テレビ
- HUFF〜ドクターは中年症候群（ポーラ・デラハウス）
- 堕ちた弁護士 -ニック・フォーリン-
- NYPD BLUE 〜ニューヨーク市警15分署
- ムーチャ・ルーチャ!（ブエナ・ガール , スノーピー 、シンディ・スラム）
- ベイビーシャーク・ビッグ・ショー（ヴォラ）
- ザ・シンプソンズ （ルイス・クラーク〈2代目〉、ジェイニー・パワエル〈2代目〉他）

### 映画
- バイセクシャル/両性女類
- クレージー・キャンパーズ
- ポエティック・ジャスティス/愛するということ

### ゲーム
- FATAL FRAME III THE TORMENTED/project zero 3 THE TORMENTED（黒澤怜、久世零華）[1]
- ノーモア★ヒーローズシリーズ
  - ノーモア★ヒーローズ（シノブ・ジェイコブス）
  - ノーモア★ヒーローズ2 デスパレート・ストラグル（シノブ・ジェイコブス）
  - Travis Strikes Again: No More Heroes（シノブ・ジェイコブス）
  - ノーモア★ヒーローズ3（シノブ・ジェイコブス）
- ロリポップチェーンソー（ロザリンド・スターリング）